# Павлова, Анна Павловна
А́нна Па́вловна Па́влова (настоящее отчество Матве́евна; 12 февраля 1881, Санкт-Петербург, Российская империя — 23 января 1931, Гаага, Нидерланды) — русская артистка балета, прима-балерина Мариинского театра в 1906—1913 годах, одна из величайших балерин XX века.
После начала Первой мировой войны поселилась в Великобритании, постоянно гастролировала со своей труппой по всему миру, выступив более чем в 40 странах и во многих из них впервые представив искусство балета. Ее выступления способствовали утверждению мировой славы русского балета. Хореографическая миниатюра-монолог «Умирающий лебедь» в исполнении балерины стала одним из высоких эталонов русской балетной школы.

## Биография

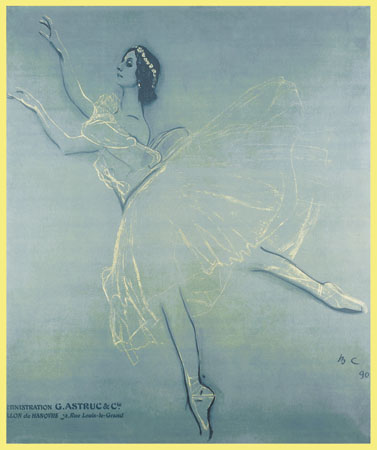
Валентин Серов. Сильфида Анны Павловой как визитная карточка Русского балета Дягилева 1909 года

### Происхождение
Родилась в Санкт-Петербурге 31 января (12 февраля) 1881 года. Согласно записи в метрической книге церкви усиленного лазарета лейб-гвардии Преображенского полка, родителями были запасной рядовой из крестьян Тверской губернии Вышневолоцкого уезда Осеченской волости деревни Бор Матвей Павлович Павлов и его законная жена Любовь Фёдоровна Павлова. Слухи о возможном происхождении Анны Павловой от известного еврейского банкира, коммерции советника Лазаря Соломоновича Полякова основываются на мемуарах сыновей Лазаря Полякова, с которыми воспитывалась девочка и которой Лазарь Соломонович дал образование. Кроме того, Сол Юрок ссылается на её признание ему перед своей смертью. Отчество «Павловна» появилось уже много позже как артистическое имя. Так, например, Фокин в письме к Павловой 1924 года использовал обращение Анна Павловна. По другим данным, настоящий отец Павловой, евпаторийский караим Шаббетай (Савелий, Матвей) Шамаш, в 1880 году приехал в Санкт-Петербург и открыл прачечную, где познакомился с матерью будущей балерины, прачкой Любовью Фёдоровной. В результате этой связи на свет появилась Анна, а Шаббетай вскоре разорился и уехал в Евпаторию, где обзавёлся семьёй. Эта версия стала популяризироваться в 1990-х годах в караимских изданиях со слов потомков Шамаша.

### Годы учёбы
В раннем детстве Анна вместе с матерью жила в Петербурге с 1886 года и в дачном посёлке Лигово, где у Павловых был деревянный дом. Посмотрев в 1889 году балет Чайковского «Спящая красавица», девочка утвердилась в желании стать балериной.  В 10-летнем возрасте будущая звезда балета сделала первые шаги на пути к цели, поступив в Императорское театральное училище, где среди её педагогов были А. А. Облаков, Е. О. Вазем и П. А. Гердт. Аня сразу стала делать первые шаги на сцене балета. Упорно занималась, множество времени проводила у хореографического станка - по 7, а иногда и по 8 часов. И всё это - на протяжении семи лет. Учителя у неё были хорошие, опытные и в 1899 году, после выпускного экзамена, Анну Павлову приняли в труппу Мариинского театра.
Как во время учёбы, так и по её окончании, уже на сцене Мариинского театра, молодую танцовщицу называли «Павловой 2-й», чтобы отличить от однофамилицы Варвары Павловой: та была старше, но впоследствии оказалась гораздо менее известной. Мариус Петипа в мемуарах упоминает педагога Е. П. Соколову, в классе усовершенствования которой в 1902—1904 годах «учились и г-жа Павлова 2-я, и Седова, и Трефилова, и сделали под ее руководством огромные успехи». В дневнике М. И. Петипа отзывался о Павловой как об ученице Е. П. Соколовой. Павлова посещала Петипа для прохождения с ним сцен из балетов, обращалась к балетмейстеру за советами для совершенствования исполнения заглавной партии в «Жизели» Адана  и при подготовке своей партии в «Корсаре».

### В Императорском театре

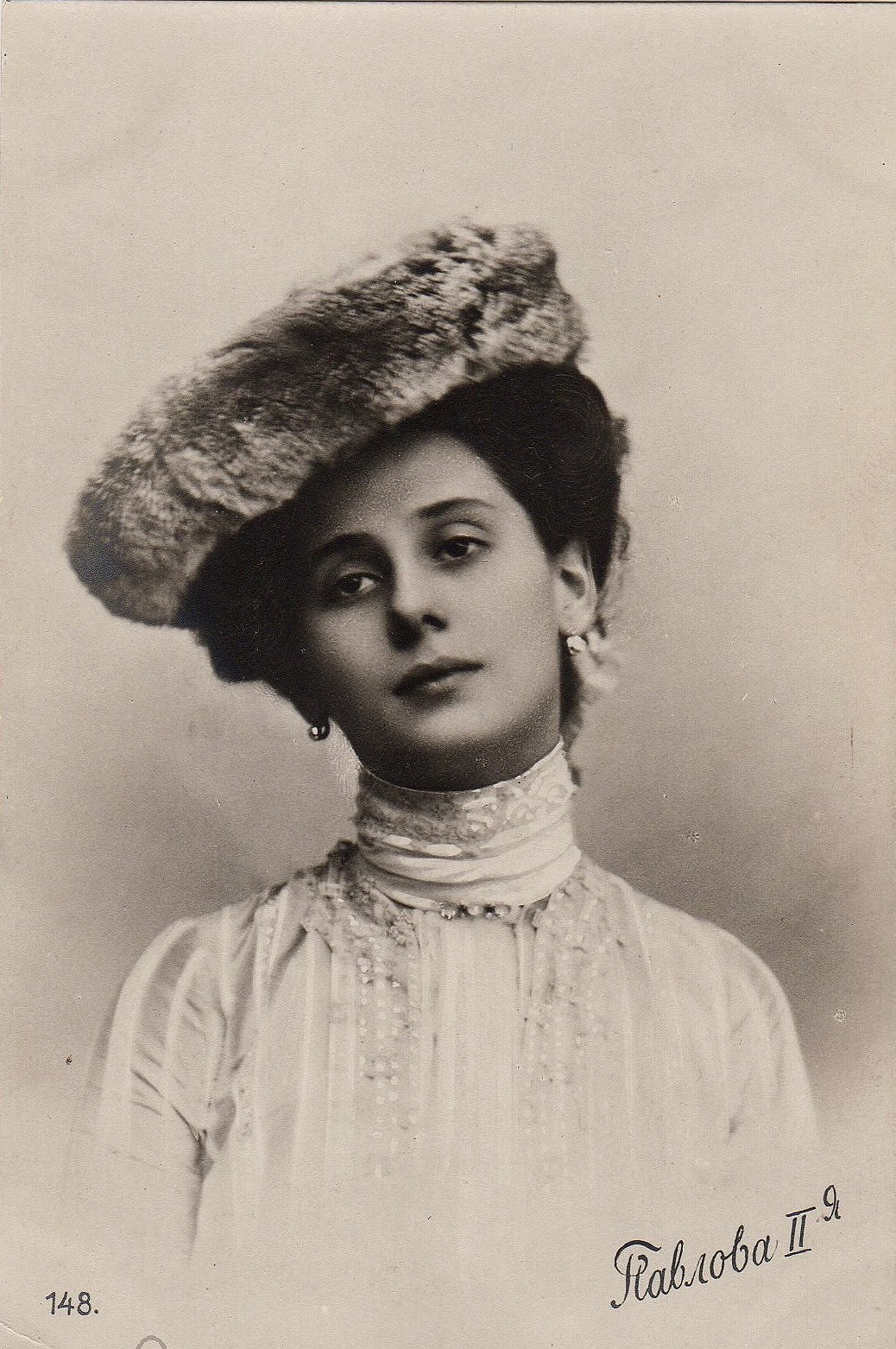
Павлова А. П. в 1905 г.

Минуя кордебалет, Павлова сразу же стала получать ответственные «афишные» партии в классических балетах. Её сценический дебют в качестве артистки Императорских театров состоялся 19 сентября 1899 года в «Тщетной предосторожности», где она исполнила па-де-труа со Стасей Белинской и Георгием Кякштом. Вскоре последовали Зюльма в «Жизели», Диана в «Царе Кандавле», па-де-труа и Вариация Снега в «Камарго», Фея Кандид в «Спящей красавице» Чайковского.
Партнёрами Павловой выступали Михаил Обухов, Сергей Легат, Николай Легат. В самом начале творческой карьеры балерины одним из её партнёров был Михаил Фокин — их первое совместное выступление состоялось 29 декабря 1899 года в балете «Марко Бомба» и было закреплено успехом 10 сентября 1900 года в «Пробуждении Флоры».
В следующие сезоны среди новых партий Павловой были па-д’эсклав, па-де-труа и Гюльнара в «Корсаре», Принцесса Флорина в «Спящей красавице», па-де-труа в «Пахите» (все — 1901), Жуанита в «Дон-Кихоте» (1902). В 1902 году получила свою первую балеринскую партию, исполнив роль Никии в «Баядерке». Затем последовали заглавная партия в «Жизели» и Рамзея в «Дочери фараона» (1903), Пахита в одноименном балете и Медора в «Корсаре» (1904), Китри в «Дон-Кихоте» (1905), Аспиччия в «Дочери фараона» (1906), Одетта и Одиллия в «Лебедином озере» у Чайковского и Низия в «Царе Кандавле» (1909). Кроме классических партий, Павлова также любила выступать в хара́ктерных танцах: в её репертуаре были панадерос в «Раймонде» (1906), фанданго в «Кармен» у Бизе (1908), уральская плясовая в «Коньке-Горбунке».
Став одной из ведущих танцовщиц труппы, в 1906 году Павлова получила звание балерины и блистала среди лучших исполнительниц петербургской балетной сцены начала XX века, таких как Кшесинская, Преображенская, Карсавина. Однако М. И. Петипа в интервью 2 мая 1907 года, отвечая на вопрос, кого  из нынешних балерин он считает лучшей,  заявил: «Выделить я никого не берусь. У Павловой 2-й свои достоинства, у Преображенской другие и т. д.».
Большое влияние на исполнительскую манеру Анны Павловой оказала совместная работа с балетмейстерами Александром Горским и особенно Михаилом Фокиным.
В личной жизни в те годы единственным человеком, которого Павлова приблизила к себе, был богатый барон Виктор Дандре. Он был  образованным, увлекался искусством, и сумел своими ухаживаниями завоевать балерину. Павлова полюбила его и согласилась жить в съёмной квартире, предоставленной Дандре в столице. В ней находился большой танцевальный зал для репетиций балерины. Но Павлова тогда считала, что в жёны Дандре её не возьмёт из-за происхождения, и на некоторое время она отдалилась от него.

### Сотрудничество с Михаилом Фокиным

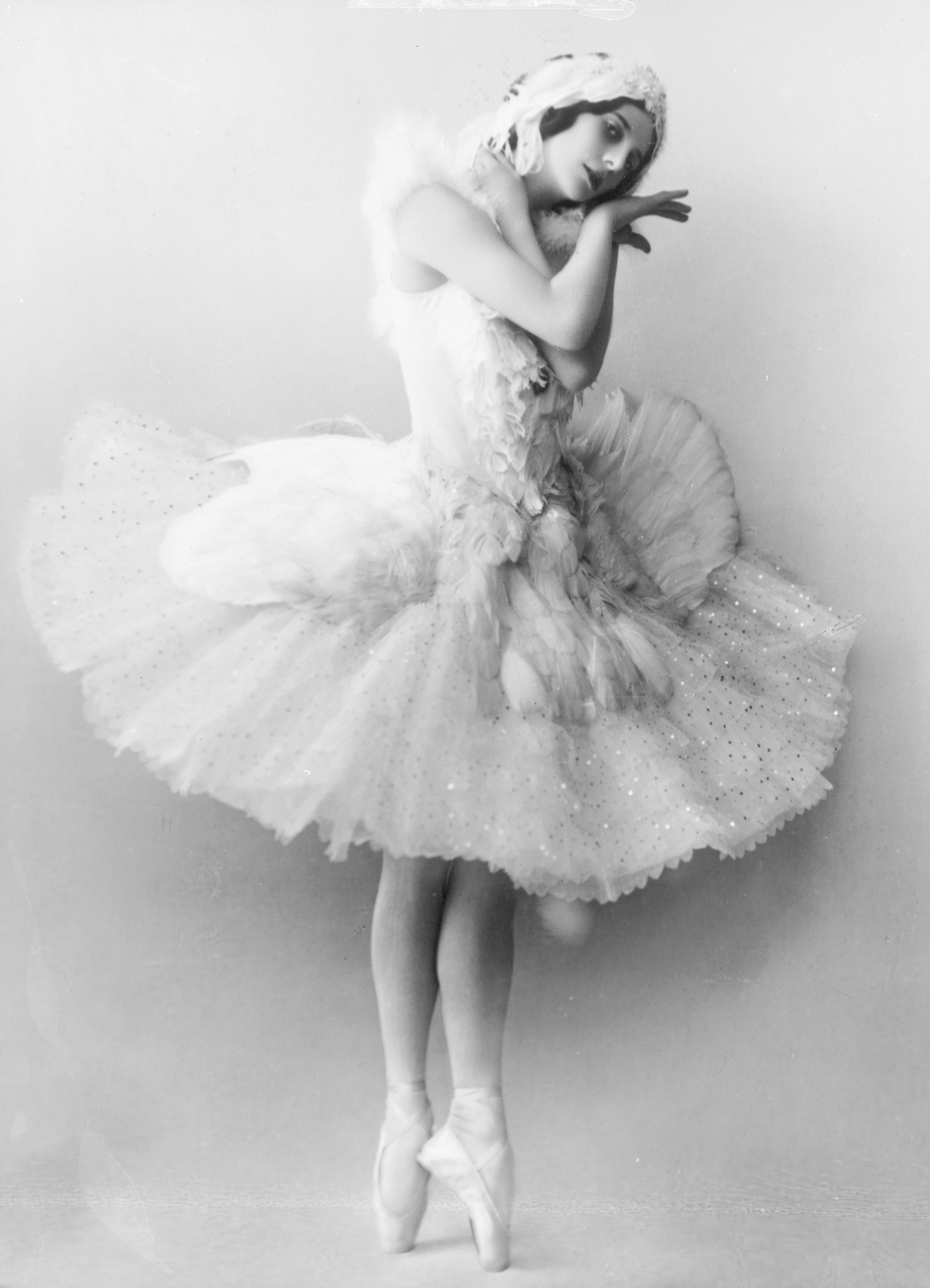
Анна Павлова в миниатюре «Лебедь», поставленной для неё Михаилом Фокиным

В театральном училище Фокин учился на курс старше Павловой. Одна из первых постановок Фокина, пятая по счёту — дивертисмент «Виноградная лоза» на музыку А. Г. Рубинштейна, в которой начинающий балетмейстер танцевал па-де-де с Павловой, была удостоена поощрительной похвалы в записке Мариуса Петипа. В балете «Эвника» Фокин для Павловой в роли Актеи поставил «Танец семи покрывал». В своих воспоминаниях о создании балета «Египетские ночи» Фокин описал историю «Танца со змеёй», поставленного для Павловой с живым гадом.
22 января 1907 года на благотворительном вечере в Мариинском театре Анна Павлова впервые исполнила поставленную для неё М. Фокиным хореографическую миниатюру «Лебедь» (несколько лет спустя распространилось название «Умирающий лебедь»), ставшую впоследствии одним из символов русского балета XX века. В. М. Красовская цитировала слова одной из первый рецензий: «Если можно балерине на сцене подражать движениям благороднейшей из птиц, то это достигнуто: перед вами лебедь».
В 1909 году Фокин предполагал, что роль Хлои в несостоявшейся петербургской постановке балета «Дафнис и Хлоя» будет исполнять Павлова. В 1913 году в Берлине после ухода из антрепризы Дягилева для труппы Анны Павловой Михаил Фокин создал два балета: «Прелюды» на музыку одноимённой симфонической поэмы Ференца Листа и «Семь дочерей горного короля» на музыку Александра Спендиарова.
Участие Павловой в премьерных постановках Фокина:
- 1906 — 8 апреля, дивертисмент «Виноградная лоза», Царица виноградных вин[26] (или Дух виноградной лозы[27]).
- 1907 — 10 февраля, Актея в «Эвнике» и Сильфида в «Шопениане» (главная партия в 1-й редакции). 25 ноября главная партия Армиды в «Павильоне Армиды». 22 декабря миниатюра-монолог «Лебедь».
- 1908 — 16 января, маскарад «Ночь Терпсихоры». 8 марта главная партия Вереники в «Египетских ночах»[К 1], «Балет под музыку Шопена» (2-я редакция «Шопенианы»).
- 1909 — 19 мая, Армида («Павильон Армиды»); Адажио и Вариации в па-де-де («Пир»). 2 июня, «Сильфиды» (2-я редакция «Шопенианы» с Седьмым вальсом) и Таор в «Клеопатре» (2-я редакция «Египетских ночей»), Русский балет Дягилева, Париж.
- 1913 — 31 марта, «Семь дочерей горного короля», Труппа Павловой, Берлин.

### В Русских сезонах Дягилева
Павлова танцевала партию Армиды в премьерном спектакле «Павильон Армиды» 19 мая 1909 года в «Русских сезонах» Сергея Дягилева в Париже, а 2 июня выступала на парижских премьерах балетов «Сильфиды» и «Клеопатра» (название 2-й редакции «Египетских ночей»). В воспоминаниях о дягилевском сезоне 1909 года С. Л. Григорьев писал: «Анна Павлова была на высоте. Она воплощала саму сущность романтического, воздушного, неземного, была олицетворением сильфиды, и если Нижинского сопоставляли с Вестрисом, то Павлову — с Марией Тальони». Участие в антрепризе Дягилева положило начало мировой известности балерины. Так, присутствовавший на выступлениях Павловой директор Метрополитен-оперы Отто Кан подписал с ней месячный контракт. Афиша работы В. Серова с замершей в арабеске Павловой стала одной из эмблем «Русских сезонов».
После первого Русского сезона в Париже А. П. Павлова, М. М. Фокин, В. Ф. Нижинский и С. Л. Григорьев были удостоены степени командора Ордена Академических пальм.
По различным причинам Павлова ушла из труппы Дягилева, но согласилась исполнить заглавную роль в «Жизели» на гастролях Русского балета в Лондоне. Об этом выступлении в октябре 1911 года С. Л. Григорьев писал следующее: «В последние годы Павлова появлялась на крупных музыкальных площадках по большей части в концертных номерах, и все ждали увидеть великую артистку в достойной её роли. Публика не разочаровалась. Было трудно определить, в котором из актов она лучше. В первом проявился её огромный драматический дар, во втором — бесподобное слияние с музыкой. Это было редчайшее сочетание, обусловившее огромный успех. Главную мужскую роль великолепно исполнил Нижинский. Благодаря искусству этих двух мастеров „Жизель“ прочно вошла в наш репертуар».

### Гастроли
В 1907 году Анна Павлова и Адольф Больм возглавили небольшую труппу из 20 артистов для гастролей за границей, в которую в частности вошли Э. И. Вилль, М. Н. Горшкова, И. С. Неслуховская, Е. Д. Полякова, Е. П. Эдуардова, И. Н. Кусов, М. К. Обухов, А. В. Ширяев. Первые гастроли прошли в городах Европы весной 1908 года. Тогда партнёром Павловой выступал Больм. В репертуар вошли балеты «Жизель», «Пахита», «Волшебная флейта», «Привал кавалерии», второй акт «Лебединого озера» и дивертисмент. Партнёр — Больм. Ф. В. Лопухов вошёл в состав труппы не без протекции А. В. Ширяева и напоминал, что эти гастроли начались до организации Русских сезонов А. Н. Бенуа и С. П. Дягилева, а репертуар состоял из балетов «Тщетная предосторожность», «Очарованный лес» и номеров дивертисмента.
На гастролях других годов Павлова выступала с разными партнёрами. Танец «Вакханалия» из балета «Времена года» Глазунова с Михаилом Мордкиным обрёл мировую известность.
Павлова гастролировала во многих странах мира вместе со своей собственной труппой, имела огромный концертный репертуар и напряжённый график выступлений. С 1909 года Павлова начала сочинять собственные лирические миниатюры, вдохновлённые «Лебедем» Фокина. Гастроли способствовали созданию балериной собственного жанра, который Ю. Д. Беляев назвал «хореографической мелодекламацией». К таким номерам относятся «Стрекоза» на музыку Крейслера, «Бабочка» на музыку Дриго, «Ночь», «Калифорнийский мак». В 1910-х годах возвращение на родину уже могло расцениваться как «русские гастроли». Последнее выступление балерины в Мариинском театре состоялось в 1913 году, а в России — в 1914 году: 31 мая в Петербурге, 3 июня в Москве, 7 июня в Павловском вокзале, когда своим партнёром Павлова избрала А. Н. Обухова. С началом Первой мировой войны обосновалась в Англии и в Россию больше не возвращалась.
В 1921—1925 годах организатором гастролей Анны Павловой в США был американский импресарио российского происхождения Соломон Юрок. В 1921 году Анна Павлова также выступала в Индии, завоевав внимание публики в Дели, Бомбее и Калькутте. Имя Павловой ещё при жизни балерины стало легендарным.
- 1908 — весна, первые зарубежные гастроли Павловой. Европа: Гельсингфорс, Стокгольм, Копенгаген, Прага, Берлин. Партнёр — Адольф Больм[34]
- 1909 — с 22 апреля по 7 мая, Берлин. Партнёр — Николай Легат[34]. Затем концерты в Праге и Париже[41]
- 1910 — 16 февраля дебют в Нью-Йорке, за которым последовали выступления в Бостоне, Филадельфии и Балтиморе. Апрель — май в Лондоне. Партнёр — Михаил Мордкин[41].
- 1911 — лето в Лондоне, где, как писала В. М. Красовская, «Павлова выступала в мюзик-холльной программе, но её собственные номера представляли высокую художественную ценность»[42]. В репертуар вошла «Вакханалия» в постановке Михаила Мордкина[43]. В ноябре состоялось турне по городам Англии, Ирландии и Шотландии. Партнёр — московский танцовщик Л. Л. Новиков[43]
- 1922 — Япония, Китай, Манила, острова Малайзии, Индия, Египет[44]
- 1925—1926 — Южная Америка, Австралия, Новая Зеландия[44]
- 1928 — Египет, Индия, Бирма, Сингапур, Ява[44]
- 1929 — Австралия[45]

В 1925 году Анна Павлова посетила школу Ольги Преображенской и для участия в гала-концерте 8 июня 1925 года во дворце Трокадеро отобрала среди учениц Ирину Гржебину, Нину Тихонову, Нину Юшкевич. Дебют у Анны Павловой самой юной из воспитанниц Преображенской — Тамары Тумановой — стал тогда для подающей большие надежды танцовщицы путёвкой в жизнь.
После распада Русского романтического театра в 1926 году балетмейстером в труппе А. П. Павловой был Б. Г. Романов. Балетмейстером антрепризы также был И. П. Хлюстин.

### Частная жизнь
Около 1907 г. Павлова сошлась с бароном Виктором Дандре, с которым прожила до конца жизни сперва в Петербурге, а затем в Лондоне, в собственном доме с большим садом.
Павлова очень любила птиц. Из всех поездок, откуда могла, она привозила понравившихся ей птиц, иногда сразу по нескольку пар, за которыми тщательно и профессионально ухаживала. В их лондонском доме, помимо разных мелких птичек, жили лебеди, павлины, фламинго.
Столь же увлечённо занималась она и цветоводством. С развитием кинематографа увлеклась киносъёмкой, купила камеру и сняла несколько учебных фильмов о балете. Очень большое внимание Анна Павловна уделяла благотворительности.

### Последние годы

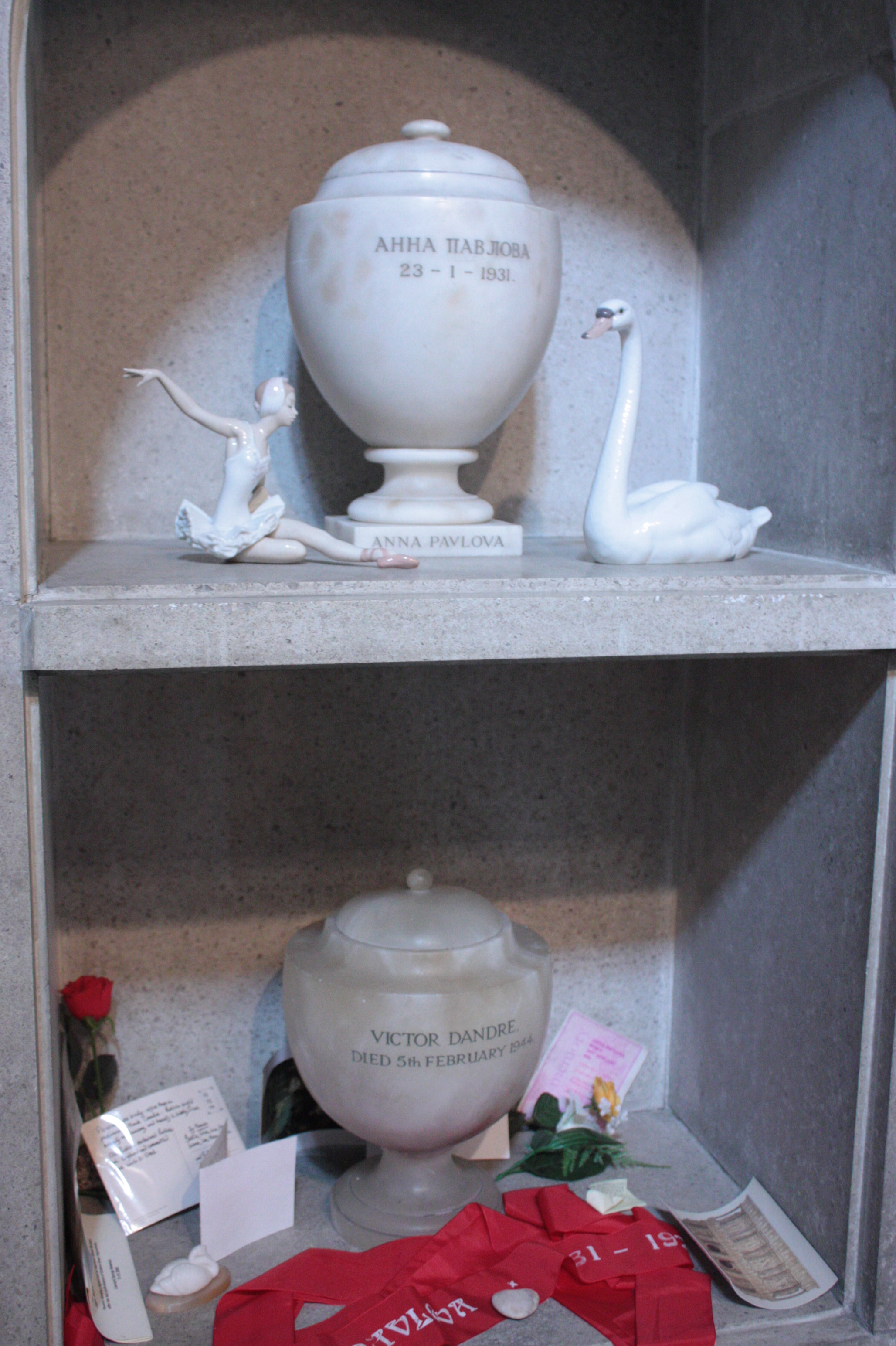
Крематорий Голдерс-Грин. Урны с прахом А. Павловой и В Дандре.

"В январе 1931 года поезд, в котором Павлова возвращалась в Париж с Лазурного берега Франции, потерпел аварию возле Дижона. Сама прима не пострадала, хотя упавший кофр сильно ударил ее по ребрам. Но ей пришлось холодным зимним утром в пижамке и легком пальто идти пешком до ближайшей станции и там в течение двенадцати часов ждать следующего поезда. Павлова подхватила простуду, которая перешла затем в тяжелейший плеврит. В таком состоянии она отправилась на гастроли в Голландию. Незадолго до своего отъезда, уже совсем больная, она пришла заниматься в парижскую студию Веры Трефиловой. Там она почувствовала сильный жар и все же решила гастролей не отменять.
17 января 1931 года знаменитая балерина прибыла на гастроли в Нидерланды, где ее хорошо знали и любили. В честь «русского Лебедя» голландцы вывели особый сорт белоснежных тюльпанов и назвали их «Анна Павлова».
В программке выступления балета Павловой, напечатанной в Голландии за два дня до ее кончины, имя балерины в составе исполнителей не значилось. Она уже не выходила из своих сиреневых апартаментов в гостинице. Между тем труппа продолжала готовиться к гастролям в Брюсселе. Но гастроли не состоялись. Неожиданная смерть великой балерины, наступившая в час ночи с четверга на пятницу 23 января 1931 года в гаагской «Hotel des Indes», потрясла весь мир". (из статьи Д. Трускиновской https://www.belcanto.ru/pavlova.html).
Вызваный незадолго до смерти доктор обнаружил, что лёгкие балерины наполнены жидкостью, и предложил немедленную операцию, но ему не поверили. Позже доктора поставили Павловой дренажную трубку, однако время было упущено.
Павлова скончалась от гнойного плеврита.  Согласно биографам, перед смертью балерина произнесла: «Приготовьте мой костюм лебедя!».
Павлова хотела, чтобы её кремировали согласно древнеиндийскому обряду, и Виктор Дандре, бывший с ней в Гааге, выполнил её завещание.
Урна с прахом Анны Павловой находится в закрытом колумбарии крематория Голдерс-Грин в Лондоне. Рядом с ней покоится прах её сожителя и импресарио Виктора Дандре.
Павлову сожгли, и рассказывают, что пепла было так много, что он не уместился в урну и его предложили присутствующим, которые завернули остатки в газетную бумагу и унесли.Константин Сомов, из письма к сестре от 23.02.1931

## Отзывы современников

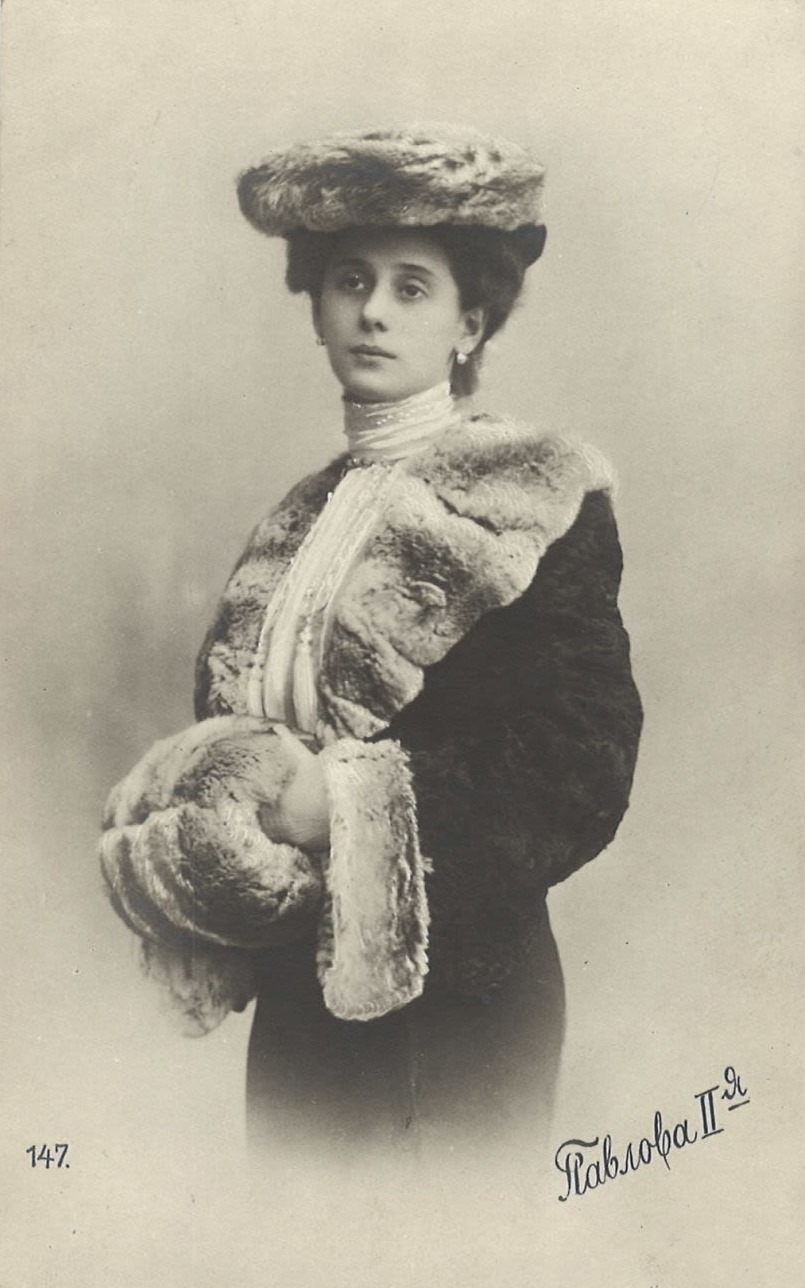
Павлова А. П.

В. Я. Светлов присутствовал на первом появлении воспитанницы Павловой перед публикой на сцене Михайловского театра и поставил воздушной и эфемерной, хрупкой и изящной, как севрская статуэтка, молодой дриаде «с наивным личиком южной испанки», в аттитюдах и позах которой «чувствовалось что-то классическое», высший балл: двенадцать, тут же прибавив плюс. Уже тогда критик писал, что нечто давало возможность «предугадывать в этой хрупкой танцовщице будущую большую артистку».
Павлова была одарена «редкой тайной нарушать законы земного тяготения и с необычайной лёгкостью порхать в воздухе», общее же впечатление от классических танцев артистки — обаятельность. Не распространяясь о незначительных и мелких недочётах в не совсем отчётливо исполненных пируэтах разных ролей, Светлов о Павловой в «Баядерке» писал следующее: «Это — сама муза Терпсихора, воплотившаяся в лице нашей молодой танцовщицы. Каждый её танец, каждый костюм, каждая линия её поз, каждое её движение и каждая остановка — шедевры лёгкости, красоты и скульптурной пластики; я уже говорил о её элевации, воздушности и полётах — всё это вне конкурса. Мимика её в этом балете полна настроения и выразительности. В её игре и танцах — несомненный feu sacré [священный огонь], та священная искра искусства, которая согревает и освещает произведение настоящего художника. В ней есть что-то своё, оригинальное, её одной принадлежащее, и полное отсутствие рутины, банальщины и шаблона». Первый же выход Павловой в «Баядерке» на сцене Мариинского театра был удостоен «бурных и восторженных оваций».
Тамара Карсавина высказывалась о невозможности сравнения двух великих танцовщиц — Матильды Кшесинской и Анны Павловой — в «священном» балете «Баядерка»: «Лишь настоящие балерины допускались к исполнению заглавной роли. <…> Обе они были несравненны и вместе с тем несравнимы друг с другом, настолько разнились они по своему дарованию. В то время как сила Кшесинской заключалась в драматичности исполнения сцены, где она гибнет от руки соперницы, Павлова в акте теней поражала своей воздушностью — плоти в ней казалось не более, чем в снежинке».
По мнению Ф. В. Лопухова, Анна Павлова была кумиром и балетным идеалом как старшего, так и младшего поколений: «Она и в самом деле стояла первой в списке мастеров русского балета». В своих воспоминаниях балетмейстер попытался опровергнуть ранее разделяемое им распространённое мнение «будто Павлова — артистка тальониевского типа», причисляя балерину не к наследницам французского романтизма 30-х годов XIX века, а скорее к представительницам русской романтики, расценивая её как зачинательницу балетной романтики XX века.
Ф. В. Лопухов писал: «У неё был мягкий, хотя и не очень большой прыжок. Павловские développés, арабески и аттитюды прекрасны по форме. Она не злоупотребляла вращениями, но делала все пируэты и вращения, вплоть до фуэте, окрашивая их русской романтикой и лирикой. Внешний облик Павловой не имел ничего общего со славянским, но её лицо скорее напоминало еврейку. А душа Павловой была славянская». Согласно Лопухову, напрасно балерину отождествляют с «Умирающим лебедем», так как «Павлова воспевала радость больше, чем горе; тема счастья, а не страдания, была её главной темой».
Барон Дандре В. Э., гражданский муж балерины, отмечал: «Анна Павлова обладала одним замечательным свойством, чрезвычайно редким у артистов вообще: никакой успех ее не опьянял. Она никогда не теряла присущей ей скромности, стремления к усовершенствованию и не только не обижалась на критические замечания, но, наоборот, высоко их ценила. Уже будучи признанной балериной, пользующейся громадной любовью и успехом, она внимательно, с благодарностью выслушивала замечания своих старших подруг из кордебалета, которые, очень любя её, считали своим долгом указывать недостатки или промахи»
Классик латиноамериканской поэзии Рамон Лопес Веларде посвятил балерине стихотворение «Анна Павлова», заканчивающееся словами: «говорит с нами Бог на языке твоих ног!» (перевод В. Андреева).

## Награды
- Орден Академических пальм — степень командора[32]
- Медаль «Ingenio et Arti» (1927, Дания)
- Медаль Литературы и искусств (1930, Швеция)

## Признание

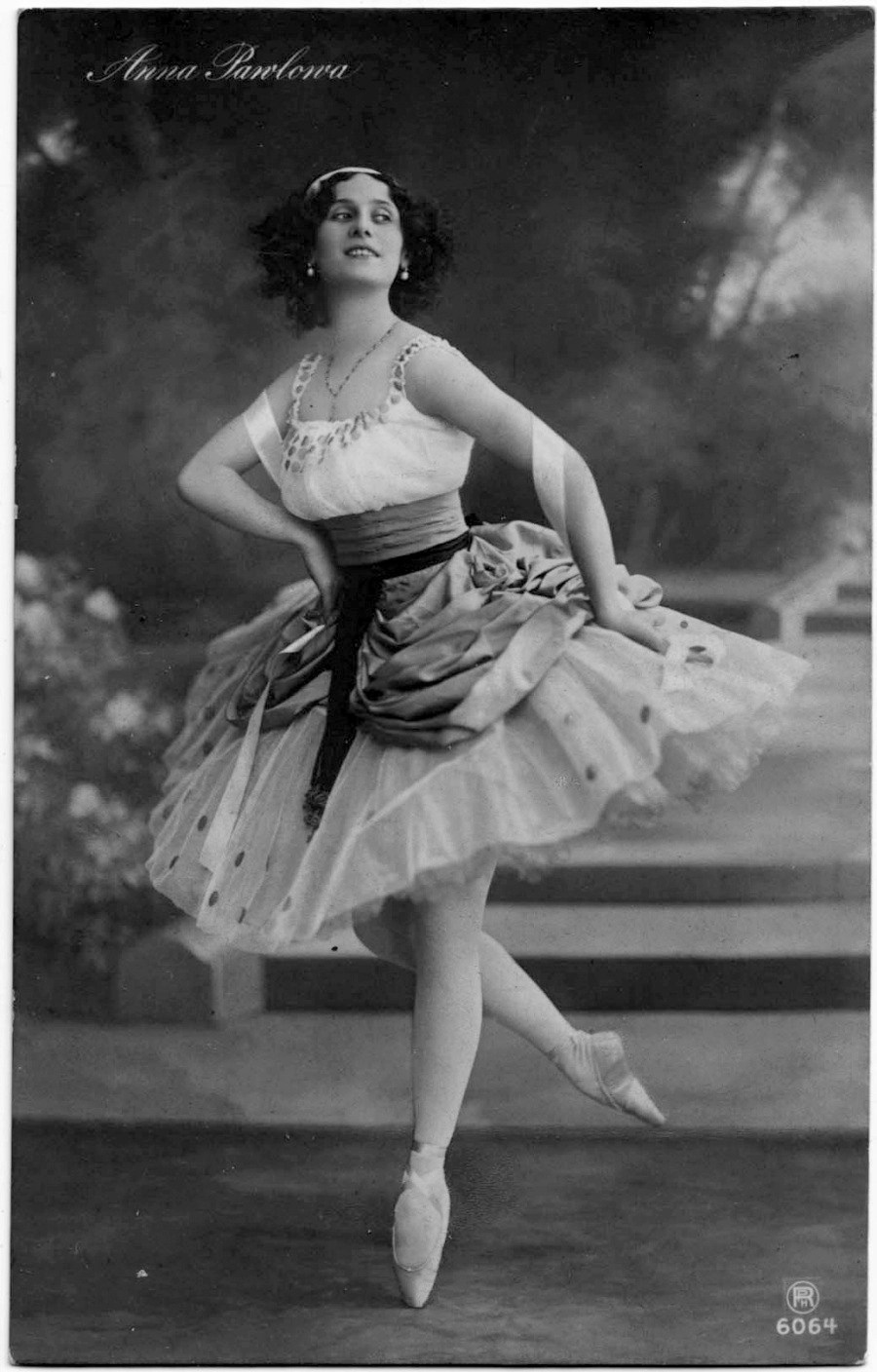
Анна Павлова, 1912 год

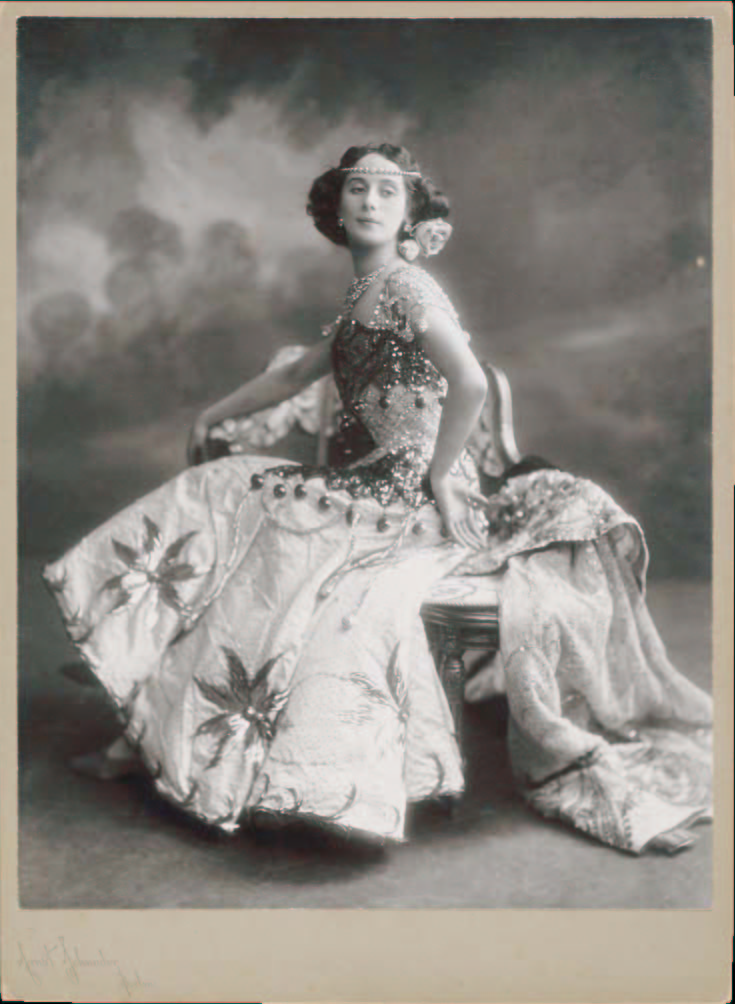
А. Павлова в костюме для танца панадерос из балета «Раймонда», Берлин, 1908—1909 годы

- Во время турне по Австралии и Новой Зеландии Анна Павлова произвела на публику такое впечатление, что её именем назвали торт, который стал в этих странах традиционным праздничным десертом.
- В честь Анны Павловой названа группа гаптофитовых водорослей Pavlovophyceae.
- Именем «Анна Павлова» назван один из самолетов MD-11 (регистрационный номер PH-KCH) национальной авиакомпании Нидерландов KLM Royal Dutch Airlines.
- В её честь назван венец Павловой на Венере.
- Музыкальный эпизод «Умирающий лебедь» фигурировал в моноспектакле Андрея Денникова «Исповедь хулигана» (Театр имени Образцова, 2002—2011), символизируя как образ самой Анны Павловой, так и судьбу послереволюционной русской эмиграции.
- В лондонском «Пэлас-театре» до сих пор есть два места, на которые не продаются билеты: они предназначены для призраков Анны Павловой и актёра Айвора Новелло.

## Адреса

#### В Санкт-Петербурге
- 1901—1902 — Надеждинская улица, 3;
- 1902—1905 — Свечной переулок, 1;
- 1905—1906 — Коломенская улица, 26;
- 1906—1912 — «Дом-сказка» (не сохранился), Английский проспект, 21 / Офицерская улица, 60.

#### В Лондоне
- 1912—1931 — «Айви-хаус» (The Ivy House), неподалёку от Хэмпстедской пустоши. В 2005-2015 годах особняк занимал Лондонский еврейский культурный центр[англ.], а с 2016 года в здании разместилась начальная школа The Ivy House School (www.ivyhouseschool.co.uk).

## Память
- Фигура Анны Павловой венчает купол Театра Дворца Виктории (Victoria Palace Theatre) в Лондоне.
- 31 мая 1988 года в честь А. П. Павловой назван астероид 3055 Annapavlova, открытый в 1978 году советским астрономом Т. М. Смирновой.
- В 2002 году на стене дома № 5 по Итальянской улице Санкт-Петербурга по недоразумению была установлена мемориальная доска (скульптор В. И. Трояновский, архитектор Т. Н. Милорадович), хотя там была съёмная квартира её мужа Виктора Дандре, а в списке документально подтверждённых адресов Павловой этот дом никогда не значился.[источник не указан 1509 дней]
- В 2009 году в Ломоносове (Санкт-Петербург) появилась улица Анны Павловой.

## Киновоплощения
- В 1983 году режиссёр Эмиль Лотяну снял фильм «Анна Павлова», заглавную роль исполнила Галина Беляева.
- В российском мини-сериале «Звезда Империи» (2007) роль А. Павловой исполнила Ева Авеева.
- В британском сериале «Мистер Селфридж» (2013) роль А. Павловой исполнила Наталья Кремен.

## Комментарии
1. ↑  В первом варианте балета под названием «Египетские ночи» персонаж носил имя Вереника (Береника в афишах), в его второй редакции под названием «Клеопатра», отличавшейся трагическим концом, это имя было изменено на Таор